# Elementi del gruppo 10

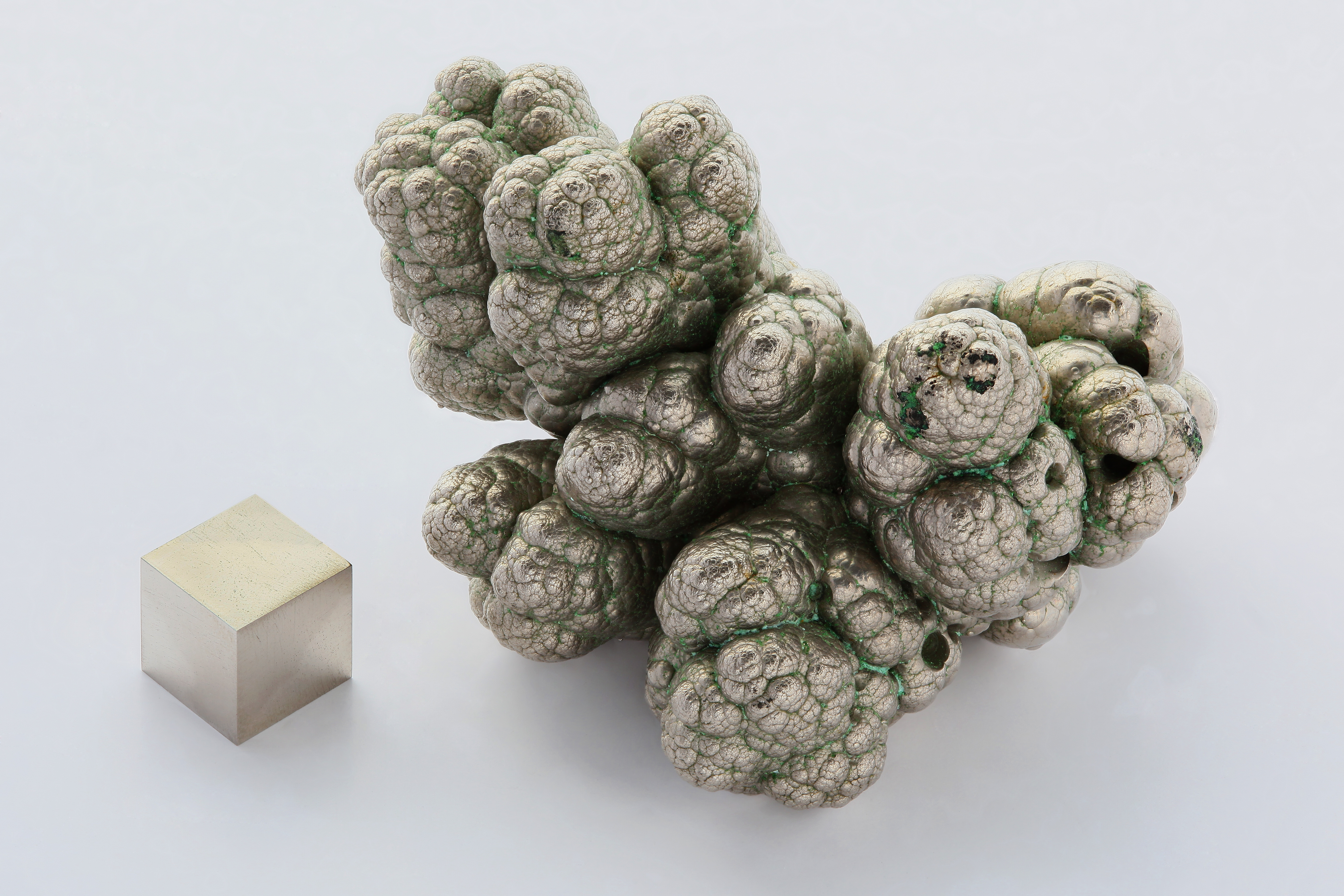
Noduli di nichel puro al 99,9%, raffinato per elettrolisi, vicino a un cubo di 1 cm³ di nichel levigato puro al 99,99%.

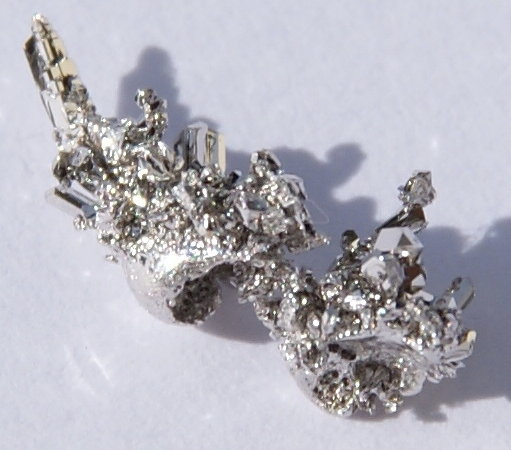
Un campione di palladio.

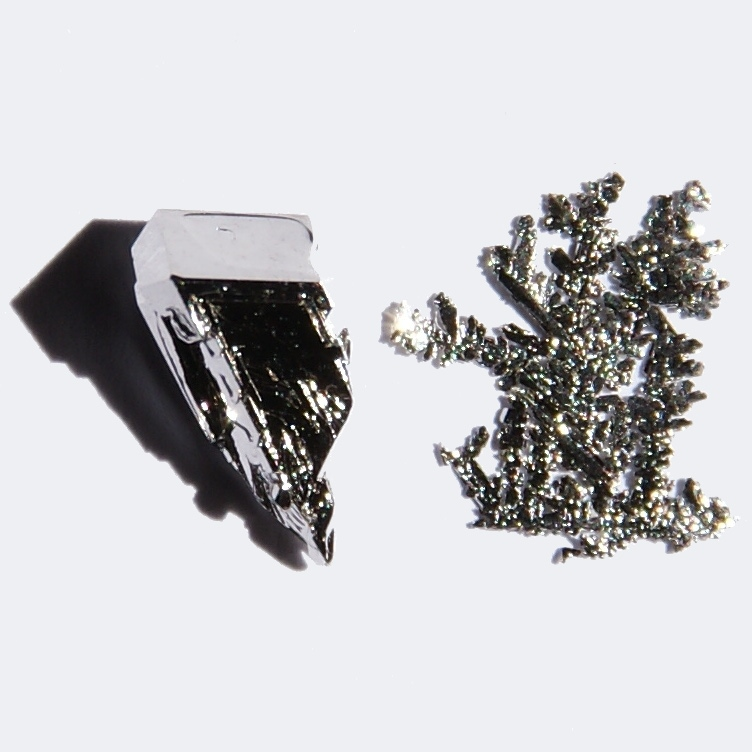
Due campioni di platino.

Gli elementi del gruppo 10 sono: nichel (Ni), palladio (Pd), platino (Pt) e darmstadtio (Ds). Il gruppo 10 fa parte del blocco d della tavola periodica e i suoi componenti sono metalli di transizione. Il darmstadtio è un elemento artificiale radioattivo; ne sono stati prodotti solo pochi atomi e le sue proprietà chimiche sono poco note. Nella nomenclatura precedente questo gruppo faceva parte del gruppo VIII o VIIIB a seconda di diverse convenzioni usate rispettivamente in Europa e negli Stati Uniti d'America.
| Legenda dei colori della tabella a destra: | Metalli di transizione |

A temperatura ambiente questi elementi sono tutti solidi; il colore rosso per il numero atomico indica che l'elemento è sintetico e non si trova in natura.

## Fonti
Sulla Terra la maggior parte del nichel è contenuta nel nucleo, mentre sulla crosta terrestre è poco comune, essendo il ventitreesimo elemento per abbondanza. Il nichel ha una notevole affinità con lo zolfo ed è contenuto in vari minerali solfuri, ma solo pochi sono utilizzati per l'estrazione del metallo; tra questi la pentlandite, (Fe,Ni)9S8. Annualmente si producono circa 1.500.000 tonnellate di nichel. Il palladio è molto raro, essendo il settantaseiesimo elemento per abbondanza sulla crosta terrestre. Il palladio si trova allo stato nativo e anche in vari minerali come la stibiopalladinite, Pd5Sb2, ma viene ricavato principalmente come sottoprodotto della raffinazione di nichel, rame e zinco. La produzione annuale è di circa 200 tonnellate. Il platino è anch'esso molto raro, essendo il settantacinquesimo elemento per abbondanza sulla crosta terrestre. Il platino si trova allo stato nativo o in minerali come la sperrylite, PtAs2, e la cooperite, PtS, ma sempre in forma molto dispersa, per cui da una tonnellata di rocce si ricavano al massimo 5 g di platino. Una fonte di minore importanza è la raffinazione di rame e nichel. Si producono circa 200 tonnellate di platino all'anno.

## Tossicità e ruolo biologico
Il nichel è essenziale per alcune specie, ma non è certo che lo sia anche per l'uomo. Una dieta normale ne fornisce in ogni caso circa 150 μg al giorno, e un corpo umano contiene circa 15 mg di nichel. Il contatto con metalli contenenti nichel può provocare dermatite allergica. Respirare polveri di nichel può provocare tumori alla lingua e al naso. L'ingestione di composti di nichel ha dato luogo a rarissimi casi di avvelenamento, ma il composto Ni(CO)4 è invece estremamente tossico. Palladio e platino non hanno ruoli biologici e in forma metallica non sono tossici. Sono elementi talmente rari che la piccolissima quantità contenuta in un corpo umano non è nota. I composti di palladio sono considerati poco tossici, mentre quelli di platino sono considerati più tossici e alcuni possono provocare allergie.

## Applicazioni
Circa metà del nichel estratto è impiegato per produrre acciaio inossidabile. Il rimanente è usato in primo luogo in numerose leghe e superleghe metalliche; alcune sono alnico, invar, monel e nichrome. Il nichel è inoltre usato in batterie ricaricabili, nella monetazione, e come catalizzatore nelle reazioni di idrogenazione degli oli vegetali. La maggior parte del palladio è usato nel convertitore catalitico dei veicoli a motore. Il resto è usato principalmente in gioielleria, nella catalisi chimica industriale, in apparecchiature elettroniche e in protesi dentaria. Il platino è usato principalmente nei catalizzatori impiegati sia nei convertitori catalitici dei veicoli a motore, sia nell'industria chimica per la sintesi di acido nitrico, benzene, siliconi e altri composti. Il platino ha inoltre innumerevoli applicazioni nei campi più diversi tra i quali industria elettronica, gioielleria, leghe speciali, celle a combustibile.

## Proprietà degli elementi

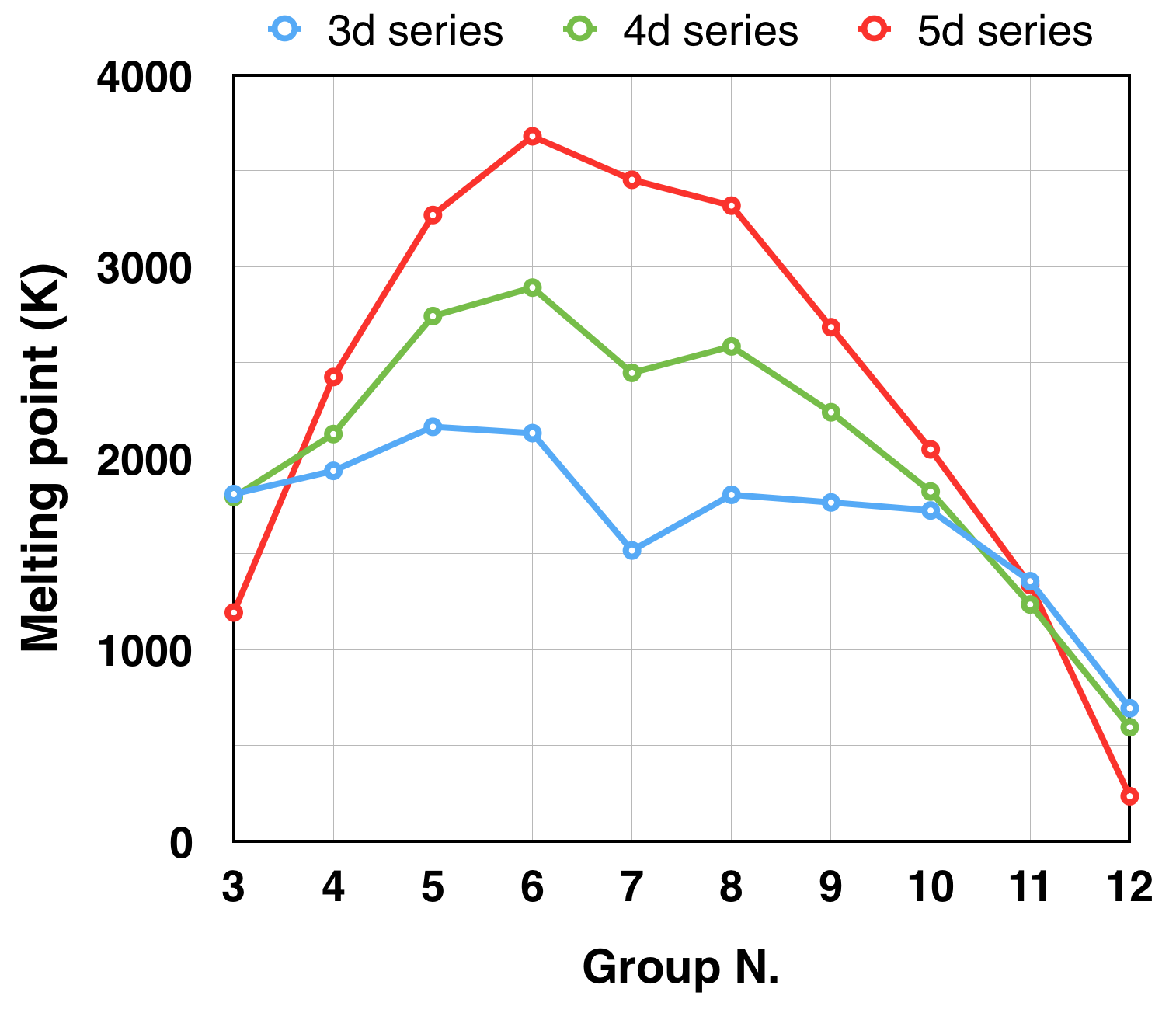
Punti di fusione degli elementi del blocco d.

Nichel, palladio e platino hanno molti isotopi stabili; questo limita la precisione con cui è noto il loro peso atomico. In più, sono difficili da ottenere molto puri, e questo crea problemi nel determinarne con precisione le proprietà fisiche. Sono comunque elementi tipicamente metallici, con aspetto lucido e argenteo. Sono inoltre duttili e malleabili, e quindi possono essere lavorati facilmente. È anche facile ottenerli in forma spugnosa o di polvere molto fine, favorendone l’impiego come catalizzatori.

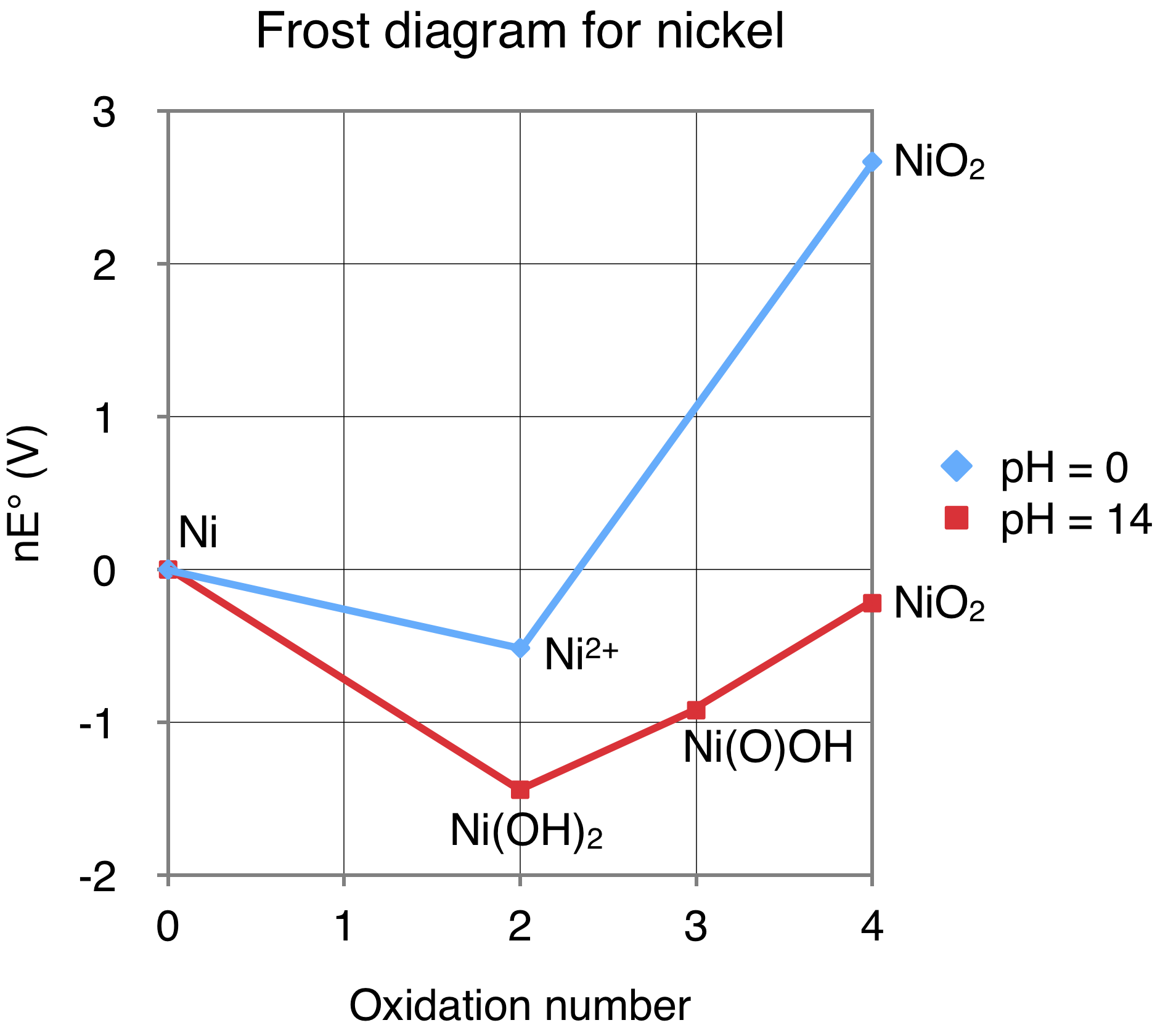
Diagramma di Frost per il nichel.

Gli elementi di questo gruppo hanno 10 elettroni nei sei orbitali esterni d ed s; la necessità di accoppiare più elettroni fa calare il numero di elettroni spaiati da usare in legami con atomi vicini. Rispetto al gruppo precedente continua quindi a indebolirsi la forza del legame metallico, come segnalato dai valori del punto di fusione e di ebollizione, che continuano a calare rispetto ai massimi osservati nel gruppo 6. Procedendo verso destra lungo il blocco d, a questo punto inizia a calare anche la densità. Tra i metalli del gruppo del platino il palladio è quello con i valori più bassi di densità e punto di fusione. Spostandosi a destra nella tavola periodica le dimensioni degli elementi continuano progressivamente a calare. Palladio e platino, i due elementi più pesanti, hanno dimensioni simili come conseguenza della contrazione lantanidica.
| Proprietà                               | Nichel       | Palladio  | Platino           |
| --------------------------------------- | ------------ | --------- | ----------------- |
| Peso atomico (u)                        | 58,69        | 106,42    | 195,08            |
| Configurazione elettronica              | [Ar] 3d8 4s2 | [Kr] 4d10 | [Xe] 4f14 5d9 6s1 |
| Punto di fusione (°C)                   | 1455         | 1552      | 1769              |
| Punto di ebollizione (°C)               | 2920         | 2940      | 4170              |
| Densità (g/cm³a 25 °C)                  | 8,91         | 11,99     | 21,45             |
| Raggio metallico (pm)                   | 124          | 137       | 138,5             |
| Raggio ionico M(IV) (pm)                | 48           | 61,5      | 62,5              |
| Elettronegatività (Pauling)             | 1,8          | 2,2       | 2,2               |
| Entalpia di fusione (kJ·mol−1)          | 17,2         | 17,6      | 19,7              |
| Entalpia di vaporizzazione (kJ·mol−1)   | 375          | 362       | 469               |
| Entalpia di atomizzazione (kJ·mol−1)    | 429          | 377       | 545               |
| Resistività elettrica a 20 °C (Ω·m·108) | 6,84         | 9,93      | 9,85              |

## Reattività chimica e andamenti nel gruppo[2][3][4]
Nichel, palladio e platino sono elementi poco reattivi allo stato massivo, e a temperatura ambiente resistono molto bene alla corrosione atmosferica. Il nichel però si ossida se scaldato all’aria ed è piroforico in forma finemente suddivisa, come il nichel Raney. Il nichel reagisce a caldo anche con nonmetalli come boro, silicio, fosforo, zolfo e alogeni. Si scioglie lentamente in acidi minerali diluiti, più rapidamente in acido nitrico, mentre l’acido nitrico concentrato lo passiva. È invece molto resistente all’attacco di basi in soluzione acquosa. Palladio e platino sono più inerti. Il palladio reagisce solo al calor rosso con ossigeno, fluoro e cloro, e in soluzione acida è attaccato lentamente solo da acidi ossidanti. Il platino è ancora più resistente e viene attaccato solo dall’acqua regia. Sia palladio che platino sono invece attaccati da alcali fusi.
Tutti e tre i metalli assorbono idrogeno gassoso; la quantità assorbita dipende dallo stato fisico del metallo. Il palladio è il metallo dove questa proprietà si manifesta nel modo più eclatante. Se il palladio portato al calor rosso viene raffreddato in presenza di idrogeno, ne assorbe un volume pari a 935 volte il proprio volume. Questo valore corrisponde ad una composizione di circa Pd4H3, e rappresenta una concentrazione di idrogeno simile a quella dell’idrogeno liquido. L’idrogeno è mobile e diffonde rapidamente attraverso il reticolo cristallino del palladio; la conducibilità del metallo diminuisce al crescere del contenuto di idrogeno. Riscaldando il materiale si ottiene lo svolgimento di idrogeno. Il processo è molto specifico per idrogeno e deuterio, e non vengono assorbiti altri gas, neanche l’elio che è un gas monoatomico. Questa caratteristica è sfruttata industrialmente per purificare l’idrogeno separandolo da altri gas.
Rispetto al gruppo precedente continua a ridursi il numero di stati di ossidazione possibili, ed è sempre più limitata la capacità di raggiungere stati di ossidazione elevati (+6 esiste solo per il platino in PtF6); inoltre le proprietà dei due elementi più pesanti iniziano a differenziarsi in modo più evidente. Per nichel e palladio il numero di ossidazione più comune è il +2; il platino preferisce +4. È quindi rispettato l’andamento usuale con una maggior stabilità degli stati di ossidazione più alti scendendo lungo un gruppo.
Per quanto riguarda la chimica di coordinazione, seguendo la tendenza già vista a partire dal gruppo precedente, questi elementi hanno scarsa propensione a formare composti con numero di coordinazione superiore a 6. Nei complessi tetracoordinati il Ni(II) può formare composti con geometria tetraedrica o planare quadrata, a volte in equilibrio tra loro, mentre palladio e platino preferiscono decisamente la geometria planare quadrata. È inoltre caratteristica la labilità cinetica dei complessi di nichel, mentre quelli di platino sono tipicamente inerti, e sono per questo molto usati negli studi su meccanismi di reazione e isomeria geometrica.